# Cooperativa CALF
Cooperativa CALF, es una cooperativa radicada en la Ciudad de Neuquén responsable de la distribución de la energía eléctrica en dicha ciudad y otras localidades aledañas.

## Historia
CALF fue fundada el 17 de diciembre de 1933 en la ciudad de Neuquén, fecha en la que se celebró la primera asamblea de vecinos en el cine «La Armonía» ubicado en la calle Sarmiento 24. Anteriormente el servicio eléctrico era prestado por la empresa Usinas Unidas, integrada por capitales ingleses y argentinos. Dicha prestación era onerosa y deficiente, lo que motivó a los vecinos a organizarse cooperativamente.
El 30 de julio de 1933 un grupo de ciudadanos, inspirados por la prédica cooperativista de don Jesús Merino Villanueva, convocaron a una reunión y allí decidieron crear la Usina del Pueblo. En diciembre de ese mismo año, quedó constituido el primer Consejo Directivo de CALF, con 121 socios fundadores mientras que el primer consejo de administración fue presidido por Ángel Pérez e integrado por Luis Guiñazú, Antonio Arias, Javier Salvadó, Eduardo Castro Rendón, Remigio Bosch y Vicente Chrestía. Posteriormente se compró el terreno y se construyó el edificio que actualmente ocupa la sede central de CALF.
El desarrollo paulatino de la cooperativa se reflejó en junio de 1938 cuando llegaron los primeros motores para la Usina. El 1 de noviembre de ese mismo año, CALF comenzó a brindar el servicio eléctrico y de alumbrado público en Neuquén, el que continúa ininterrumpidamente hasta hoy.

## Autoridades
CALF se rige por un sistema de elección indirecta. Según su estatuto social, la administración de la cooperativa está a cargo de un Consejo de Administración constituido por 12 titulares y 4 suplentes que se renuevan de a tercios. Dichos consejeros son elegidos por un Cuerpo de Delegados durante una asamblea anual ordinaria.
El Cuerpo de Delegados está a su vez integrado por 92 delegados titulares y 92 suplentes que son votados en listas por los socios de la cooperativa.
El Consejo de Administración se compone de los siguientes cargos: Presidente, Vicepresidente primero y segundo, Secretario General, Secretario de Actas, Prosecretario, Tesorero y Protesorero, 4 vocales titulares y suplentes, Síndico Titular y suplente. La conducción actual está disponible en la página web de la cooperativa.

## Servicios
Con el tiempo la cooperativa fue ampliando su oferta de servicios.
- Servicio solidario de sepelios
- Servicio asistencial de enfermería y vacunatorio
- Radio Universidad CALF
- Capacitaciones gratuitas

## Controversias
- En 2015 por medio de una denuncia anónima se detectó que un funcionario de CALF estaba conectado ilegalmente a la red eléctrica.[2]
- A raíz de una deuda contraída con la empresa de energía Cammesa, el Concejo Deliberante de Neuquén con acuerdo del intendente Mariano Gaido avalaron en noviembre de 2023 transferir la deuda a los clientes de CALF.[3] La medida provocó protestas de los vecinos de Neuquén[4]mientras que la cooperativa dio a conocer su postura a favor de la norma.[5]